# Раксарчахл
Раксарчахл (Раксарчахль, Раксар-Чахль, Ракт-Сори-Сяхыл) — самая северная вершина хребта Хозатумп, расположена в Ивдельском городском округе Свердловской области, высотой в 925,4 метра.

## Географическое положение
Гора Раксарчахл расположена на границе муниципального образования «Ивдельский городской округ» Свердловской области и Красновишерского района Пермского края, в составе хребта Хозатумп. Гора высотой в 925,4 метра (самая северная вершина хребта), в 12 километров к северу от горы Рахтсоричахл. Гора в длину (с севера на юг) — 5 километров, по ширине — 3 километра.

## Описание
Вся гора покрыта пихтово-еловыми лесами с кедром, а вершина — березовым криволесьем и каменными россыпями.

## Топоним
Ракт-Сори-Сяхыл с мансийского языка означает «гора с глиняной седловиной».